# エリム・チャン
エリム・チャン（陳以琳、Elim Chan、1986年11月18日 - ）は香港の指揮者。

## 来歴
香港で児童合唱団に入団。6歳の時にピアノを始める。マサチューセッツ州のスミス大学で音楽学士号を取得。その後、ミシガン大学で学び、ミシガン大学キャンパス交響楽団とミシガン大学ポップス・オーケストラの音楽ディレクターを務めた。同大学でオーケストラ指揮の修士号と博士号を取得し、2014年に指揮者として卒業。2013年にはブルーノ・ワルター指揮者奨学金を得る。2015年にはルツェルンでベルナルト・ハイティンクのマスタークラスに参加。

## 音楽活動
2014年12月、28歳でドナテッラ・フリック指揮者コンクール優勝。このコンクールで優勝した結果、ロンドン交響楽団の2015/2016コンサートシーズンの副指揮者に指名された。2016/2017シーズンには、ロサンジェルス・フィルハーモニックのドゥダメル・フェローシッププログラムに参加。
2018年～2019年、ロイヤル・スコティッシュ・ナショナル管弦楽団の常任客演指揮者となり、トマス・セナゴーの後任となり、2023年まで務めた。
2019/2020シーズンより、アントワープのクイーンエリザベスホール(Koningin Elisabethzaal)の常任指揮者として、アントワープ交響楽団の首席指揮者を務めている。とりわけエド・デ・ワールトとヤープ・ヴァン・ズヴェーデンと同じ道を歩むチャンは、アントワープ交響楽団により史上最年少で首席指揮者に指名され、2024年まで務めた。
また、客演指揮を行った楽団は以下の通り。マリインスキー劇場管弦楽団、香港フィルハーモニー管弦楽団、ロンドン交響楽団、ロイヤル・コンセルトヘボウ管弦楽団、ルクセンブルク・フィルハーモニー管弦楽団、フィルハーモニア管弦楽団、ロイヤル・リヴァプール・フィルハーモニー管弦楽団、フランクフルト放送交響楽団、リヨン国立管弦楽団、ロッテルダム・フィルハーモニー管弦楽団、ヒューストン交響楽団、ウェスト音楽アカデミー。
2012年には、NACサマー・ミュージック・インスティテュートの一部として、オタワの国立芸術センター管弦楽団とフランコフォニー管弦楽団で指揮をし、ピンカス・ズーカーマンと共演を果たす。サンクトペテルブルクのミュージカル・オリンパス・フェスティバルに参加し、（マリン・オールソップ、ジェラード・シュワルツ、グスタフ・マイヤーと共に）カブリロ祝祭管弦楽団とボルティモア交響楽団とのワークショップに参加。

## 私生活
2020年にオランダ音楽賞(Nederlandse Muziekprijs)を受賞したオランダ人打楽器奏者、ドミニク・フレースハウワースと婚約。